# 空心藨
空心藨又名刺莓、腺斑懸鉤子（学名：Rubus rosifolius）是蔷薇科悬钩子属的植物。分布在中國贵州、江西、湖南、安徽、广东、广西、浙江、四川省及臺灣等地，生长於低海拔丘陵地區，多生长在山地杂木林内阴处、草坡和高山腐土壤上，目前尚未由人工引种栽培。

## 别名
空心泡、腺斑懸鉤子、蔷薇莓、三月泡、划船泡、龙船泡、倒触伞、七时饭消扭、刺莓。

## 备注
1. ↑  藨，音pāo，ㄆㄠ：莓的一种，可食。